# Elektryczna regulacja siedzenia
Elektryczna regulacja siedzenia (kierowcy i częściowo pasażera) – rozwiązanie techniczne stosowane w pojazdach mechanicznych/samochodach klasy wyższej (ekskluzywnej) umożliwiające właściwe ustawienie fotela na potrzeby kierowcy lub pasażera bez konieczności użycia siły fizycznej; jest rozwinięciem mechanicznej regulacji.
Za pomocą przycisków sterujących umieszczonych w dolno-bocznej części fotela kierowcy pod lewą ręką, możliwe jest:
- przesuwanie fotela do przodu i tyłu,
- przesuwanie fotela w górę i dół (ustawienie wysokości),
- pochylenie oparcia,
- regulowanie wypukłości oparcia na wysokości lędźwiowej,
- zmienianie wysokości zagłówka.

Silniki nastawcze (na prąd stały, to one ustawiają fotel w żądanej pozycji) umieszczone są w fotelu; sterowane są one przez urządzenie sterujące. Na każdym z tych silników umieszczony jest czujnik położenia (potencjometr, rzadziej czujnik Halla) umożliwiający zapamiętanie położenia fotela; unika się w ten sposób każdorazowego ustawienia pozycji fotela.
Po wyłączeniu zapłonu zostaje odłączony dopływ prądu do przycisków sterujących.